# Vieux turc
Ne doit pas être confondu avec turc ottoman.
Le turc ancien (en vieux turc : 𐱅𐰇𐰼𐰰:𐰜𐰇𐰛), ou encore parfois vieux turc, est une langue turcique attestée aux VIIe et XIIIe siècles par les inscriptions et manuscrits des Göktürks et des Ouïghours. Cette langue appartient à la branche orientale des langues turciques, dite langues turques sibériennes, et n'est l'ancêtre ni du turc de Turquie, qui appartient à la branche oghouze, ni de l'ouïghour moderne, qui dérive du tchaghataï.
Elle est écrite principalement en utilisant l'alphabet de l'Orkhon. Grâce aux stèles utilisant cette écriture, on peut reconstituer plus généralement le vieux turc désormais.

## Sources

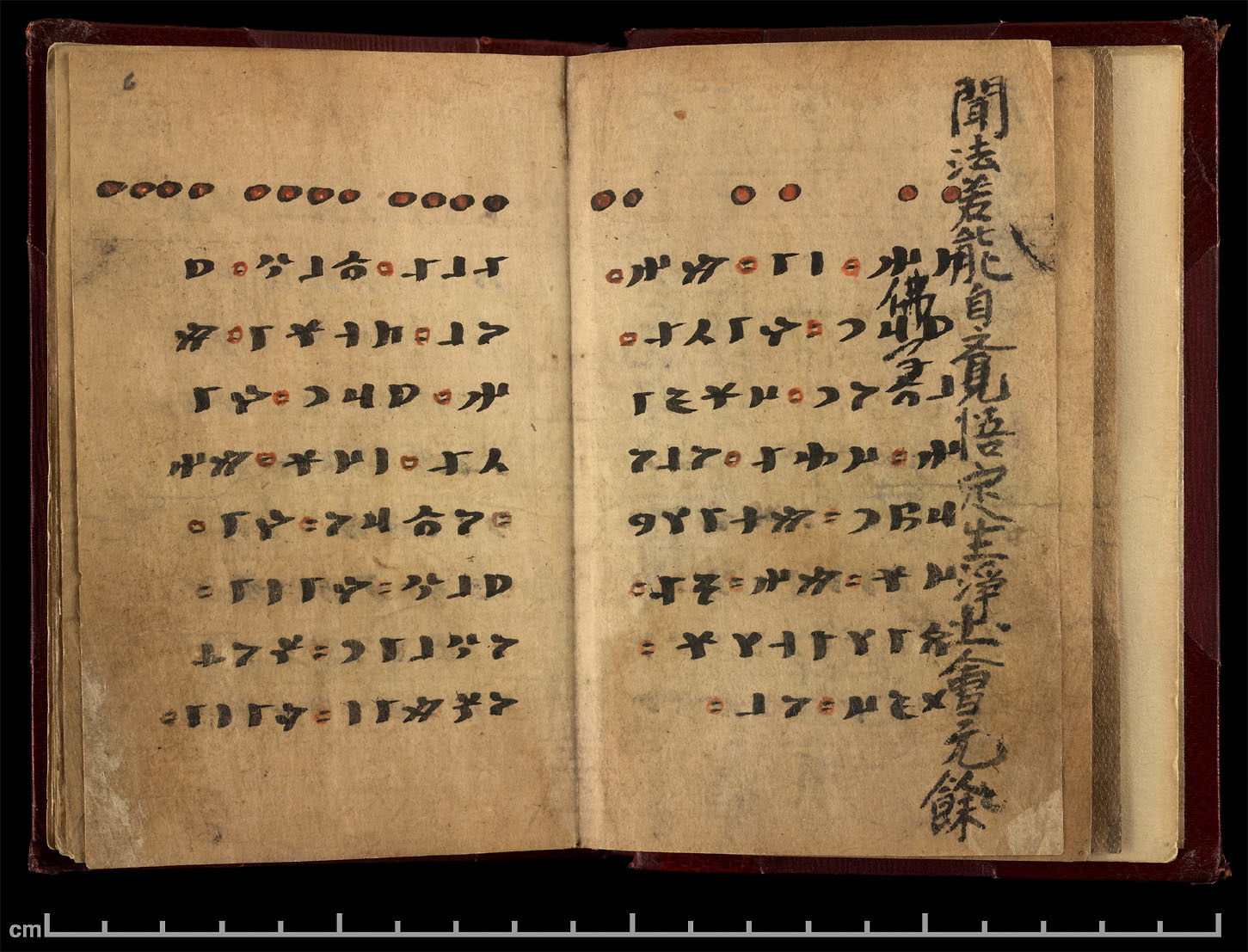
Extrait de l'Irk Bitig.

Les sources du vieux-turc se divisent en trois groupes de corpus:
- Les inscriptions dites d'Orkhon du VIIe au Xe siècle, en Mongolie et dans le bassin de l'Ienisseï, utilisant l'alphabet de l'Orkhon, constituant les documents du vieux turc proprement dit. On a également retrouvé dans les grottes de Mogao, à Dunhuang, Gansu, l'Irk Bitig un manuscrit complet en vieux turc, conservé aujourd'hui en Grande-Bretagne.
- Les manuscrits ouïghours du IXe au XIIIe siècle, du Xinjiang, le vieil ouïghour proprement dit, préservés dans différentes écritures (brahmi, l'alphabet manichéen, l'alphabet syriaque et l'alphabet sogdien et l'alphabet ouïghour proprement dit);
- Les manuscrits qarakhanides du XIe siècle, en caractères arabes, comprenant un dictionnaire arabe-turk et le Recueil des langues turques de Mahmoud de Kachgar.